# 진와충속
진와충속(珍渦虫屬) 또는 제노터벨라속(Xenoturbella)은 발트해의 해저에 사는 플라나리아 모양의 좌우대칭동물의 일종이다. 1속 2종만이 알려져있는 작은 속으로, 오랫동안 분류 상의 위치가 정해지지 않았던 수수께끼 같은 동물이다. 1949년에 발견되었지만, 이 속은 오랫동안 수수께끼로 남아 있었다. 한 때는 이매패류에 가까운 연체동물로 여겨지기도 하였지만(Noren & Jondelius, 1997), 몸 구조가 너무 달라서, 이 이론은 놀라움을 가지고 받아들여졌다. 그러나 실제로는 진와충 속 샘플에 이 동물이 먹은 연체동물의 유생이 혼입해 있었기 때문으로 생각된다(DNA 샘플에도 이것이 혼입되어 오인되었다).
2003년에 DNA에 의한 계통 연구를 통해 후구동물상문에 속하는 독립된 문으로 여겨졌다(Bourlat et al., 2003). 이후 진행된 상세한 연구 결과에 의해, 극피동물 등에 가까운 진와동물문 또는 진와동물아문(Xenoturbellida)이라는 독립된 문(門) 또는 아문(亞門)으로 분류되고 있다(Bourlat et al., 2006).
길이는 4 cm이하로 약간 홀쪽하고, 평평하며 좌우 대칭이다. 체제는 매우 단순하고, 중추 신경계나, 생식선 그 외의 독립한 기관은 없다. 아래로 향한 입과 그 곳에 이어지는 장(항문은 없다)만이 있다. 생식도 불명확하고 표면에 섬모가 있으며 산만신경계는 있다.

## 하위 분류
제노터벨라속(Xenoturbella)은 다음과 같은 2종으로 분류된다. 현재 발트 해에서만 발견되고 있다.
- X. bocki, Westblad, 1949
- X. westbladi, Israelsson, 1999